# Michał Lis
Michał Lis (ur. 2 listopada 1935 w Opakach w dawnym województwie lwowskim) – polski historyk, politolog, śląskoznawca, profesor nauk humanistycznych, pracownik Instytutu Śląskiego w Opolu i Uniwersytetu Opolskiego.

## Życiorys
Syn Michała (1905–1978) i Marii ze Słockich (1914–1984). Do 1945 mieszkał w Opakach, gdzie był świadkiem zbrodni Holocaustu i zbrodni popełnionych na Polakach przez nacjonalistów ukraińskich. W czerwcu 1945 w wyniku przesiedlenia z ziem przyznanych ZSRR dotarł wraz z rodziną na Śląsk Opolski. Zamieszkali w Godzinowicach.
Maturę uzyskał w Liceum Pedagogicznym w Brzegu. Podjął studia architektoniczne w Politechnice Wrocławskiej, lecz zmienił kierunek studiów i ukończył historię w Wyższej Szkole Pedagogicznej w Opolu. Został asystentem w Instytucie Śląskim w Opolu i bliskim współpracownikiem Józefa Kokota.
Nadano mu stopnie naukowe doktora i doktora habilitowanego. W 1996 uzyskał tytuł naukowy profesora nauk humanistycznych.
Na początku lat 90. został nauczycielem akademickim Uniwersytetu Opolskiego. Pod jego kierunkiem tytuł magistra uzyskało ponad 300 osób, a stopień naukowy doktora – 13 osób.
W 1966 ożenił się z Jadwigą Ciołkówną, nauczycielką historii. Jest ojcem ks. Marka Lisa (ur. 1967) i Małgorzaty (ur. 1972), dziennikarki.
W 2024 został wyróżniony Złotym Medalem Polskiego Towarzystwa Historycznego.